# Prevayler
Prevayler ist ein freier, hauptsächlich in Java geschriebener Persistenz-Layer für Plain Old Java Objects (POJOs). Prevayler gilt als sehr schnell, fehlertolerant und bietet Load-Balancing.
Von anderen Persistenz-Layern wie beispielsweise TopLink oder Hibernate unterscheidet sich Prevayler dadurch, dass die Objekte nicht in einer relationalen Datenbank gespeichert, sondern im Arbeitsspeicher gehalten werden. Es gibt lediglich in bestimmten Abständen einen Dump auf ein nicht flüchtiges Medium, wie zum Beispiel eine Festplatte.
Problematisch ist allerdings das permanente Halten aller Objekte im Arbeitsspeicher. Für manche Anwendung ist das ein K.O.-Kriterium, da die Datenmenge unter Umständen schnell größer wird als der Hauptspeicher verkraften kann. Prevayler unterstützt nicht das explizite Zurücksetzen der gespeicherten Daten.